# Ligenz
Ligenz ist ein Gemeindeteil der Oberpfälzer Stadt Auerbach in der Oberpfalz im Landkreis Amberg-Sulzbach in Bayern.

## Lage
Der Weiler liegt 7 km nördlich von Auerbach, an der Kreisstraße AS 43 und der weiterführenden Staatsstraße St 2403. Er wird vom Goldbrunnenbach durchflossen, einem Zufluss des Flembachs. 

## Geschichte
Seit dem Mittelalter ist in Ligenz ein Eisenhammer (Legatzhammer) bezeugt, sein Besitzer Hans Streber war als Mitglied der am 7. Januar 1387 gegründeten Oberpfälzer Hammereinigung eingetragen („Hans Streber mit dem hamer genant dez Legatz hamer“). Ligenz war 1390 auch ein Lehen der Landgrafen von Leuchtenberg. 1488 wurden als Besitzer des Schienhammers, genannt „hamer zum legantz“, Ulrich und Christoph Schreiber angegeben. Der Letzte der Familie Schreiber war Mathes Schreiber (1625). Da dieser nicht zum katholischen Glauben übertreten wollte, musste er im Zuge der Gegenreformation nach Creußen und später nach Nürnberg auswandern. Um 1634 wurde im Dreißigjährigen Krieg der Hammer Ligenz mit den dazugehörigen Gebäuden durch bayerische Truppen zerstört und danach nicht mehr aufgebaut. 
In der zweiten Hälfte des 17. Jahrhunderts wurde an seiner Stelle eine Mühle mit einem einzigen Mahlgang errichtet. 1766 besaß diese die Familie Speckner. 1910 war die Mühle im Eigentum des Franz Friedrich. Dessen Witwe Maria heiratete 1922 den Müllermeister Georg Stock, in dessen Besitz sie bis Mitte des 20. Jahrhunderts war. Seit etwa 1954 wird in der Ligenzer Mühle nicht mehr gemahlen, obwohl sie nach der Währungsreform 1948 nochmals umgebaut worden war.
Bis zum 30. April 1978 gehörte Ligenz zur politischen Gemeinde Ranzenthal, mit der es im Zuge der zur Gemeindegebietsreform am 1. Mai 1978 nach Auerbach eingegliedert wurde.